# The Adventures of Rad Gravity
The Adventures of Rad Gravity är ett plattformsactionspel till Nintendo Entertainment System, släppt i december 1990. Det gavs ut av Activision och utvecklades av Interplay Productions. Spelet kretsade kring hjälten Rad Gravity, som med hjälp av datorn Kakos skulle finna de nio dolda planeterna och de tre ledardatorerna. Han var i början utrustad med ljussabel, senare även pistol.

## Alternativa titlar
"Die Abenteuer von Rad Gravity" (tyska)

## Banor
- 1: Cyberia
- 2: Effluvia
- 3: Sauria
  - På denna planet finns bland annat drakar och noshörningar.
- 4: Turvia
  - Planeten har problem med sin gravitation.
- 5: Vernia
  - Banans bossmöte sker mot bröderna Vernius.
- 6: Asteroidbälte
  - Rymdfarkosten har skadats, och det gäller att hitta delen som kan användas för att laga den. Bossen är astro.
- 7: Odar
- 8: Utopia
  - Robotar har tagit över planeten, och de måste förstöras. Bossen är utopos.
- 9: Volcania
  - Bossen är Volcuro.
- 10: Telos
  - Agathos är boss, men då han besegrats meddelar en professor att Kakos, datorn i Rad Gravitys rymdfarkost, är den riktiga skurken.